# Lac Baleng

lac Baleng
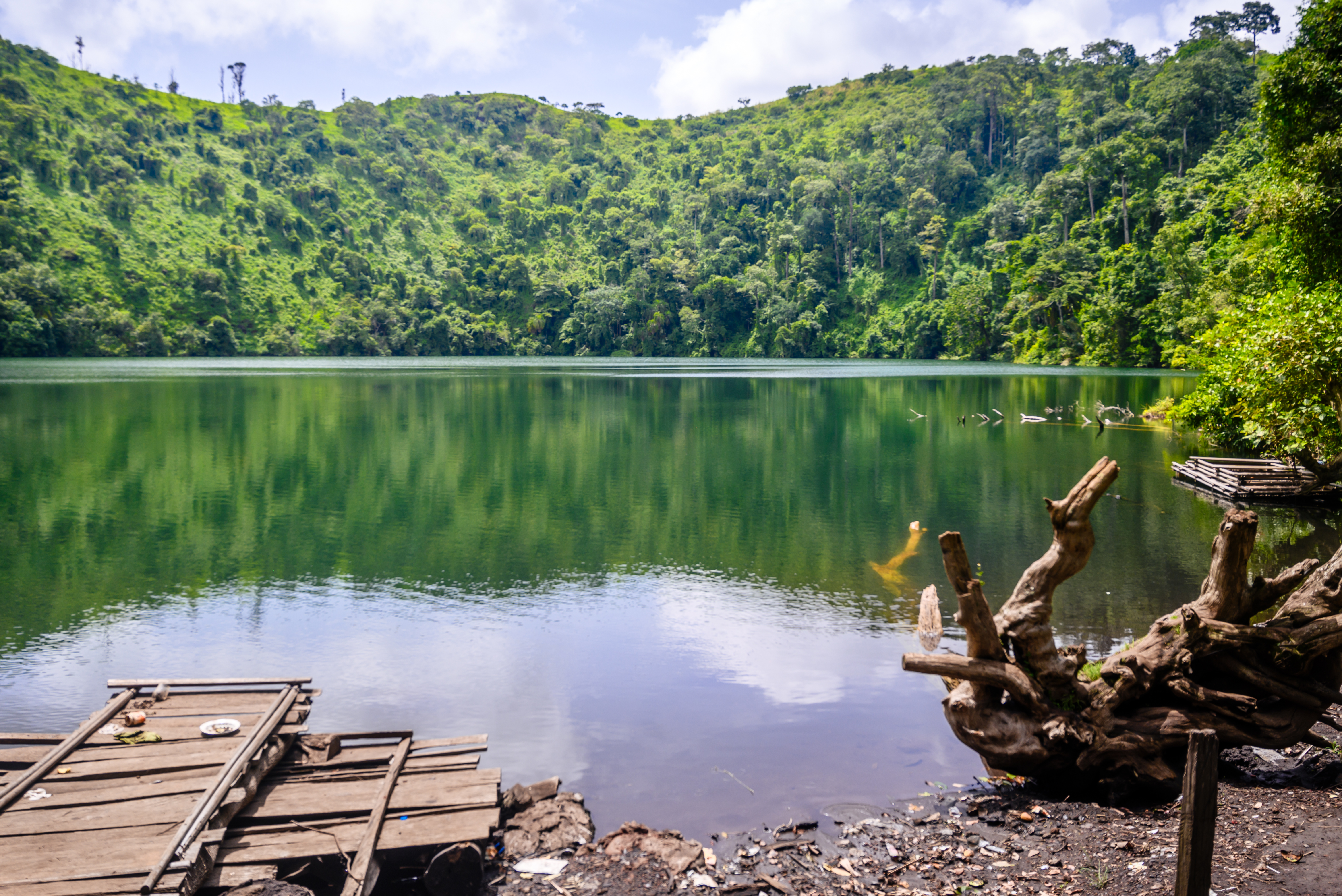
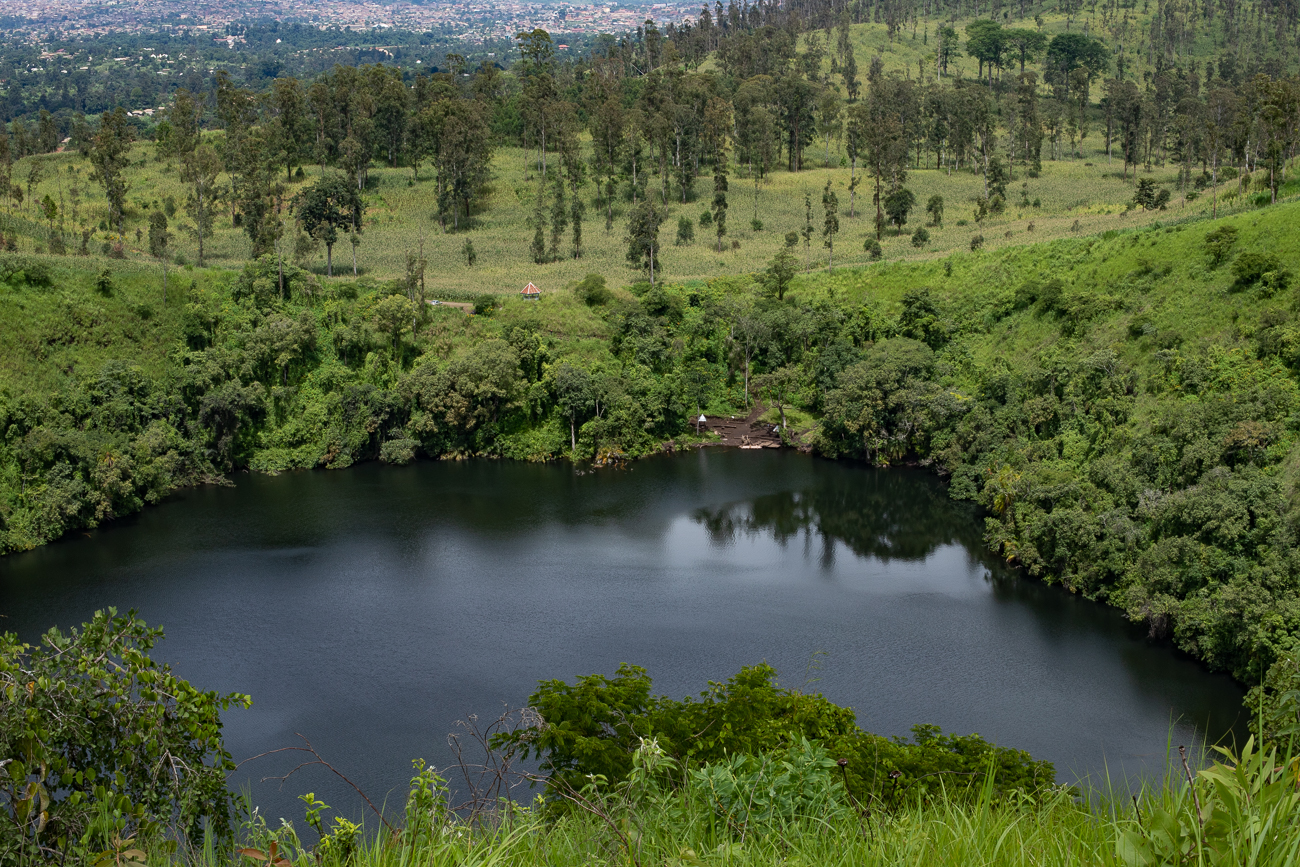
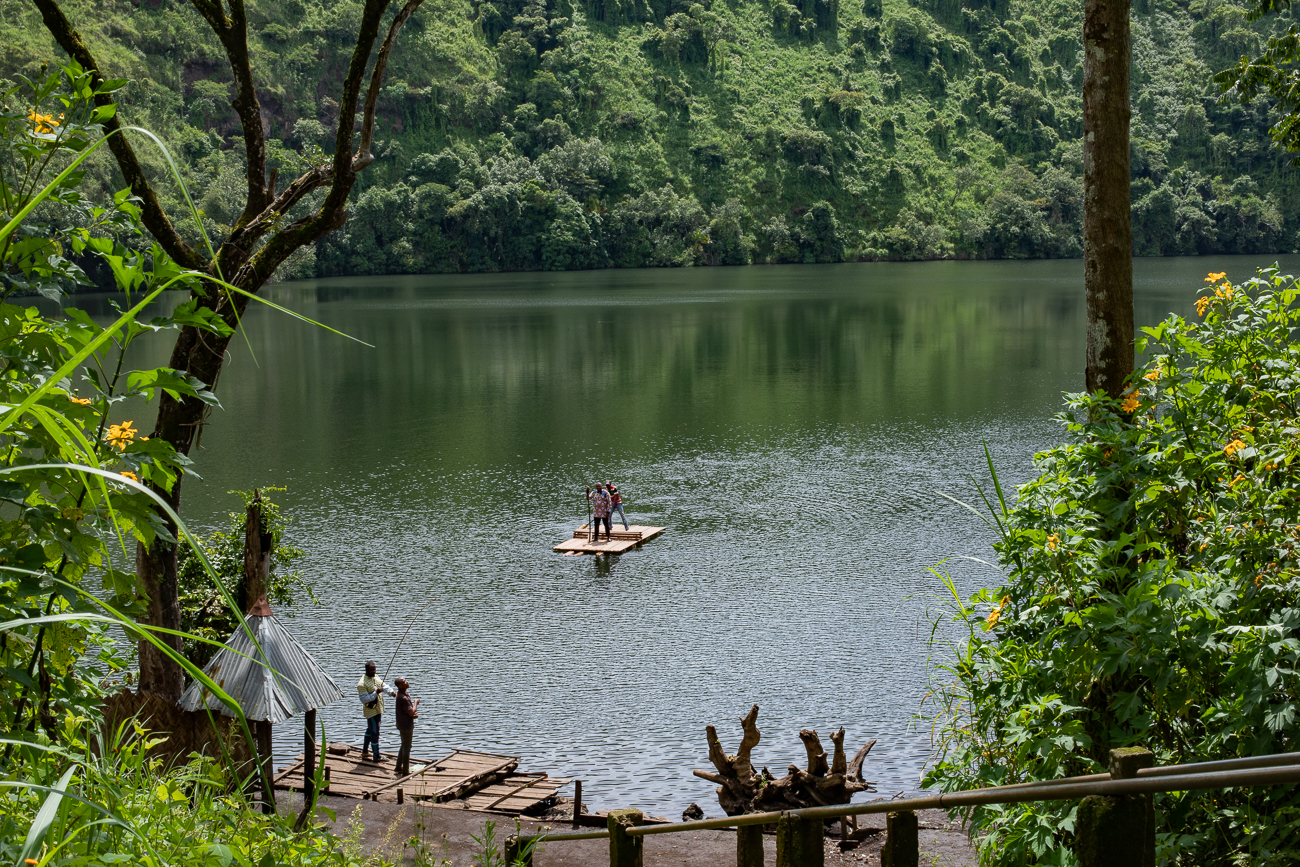
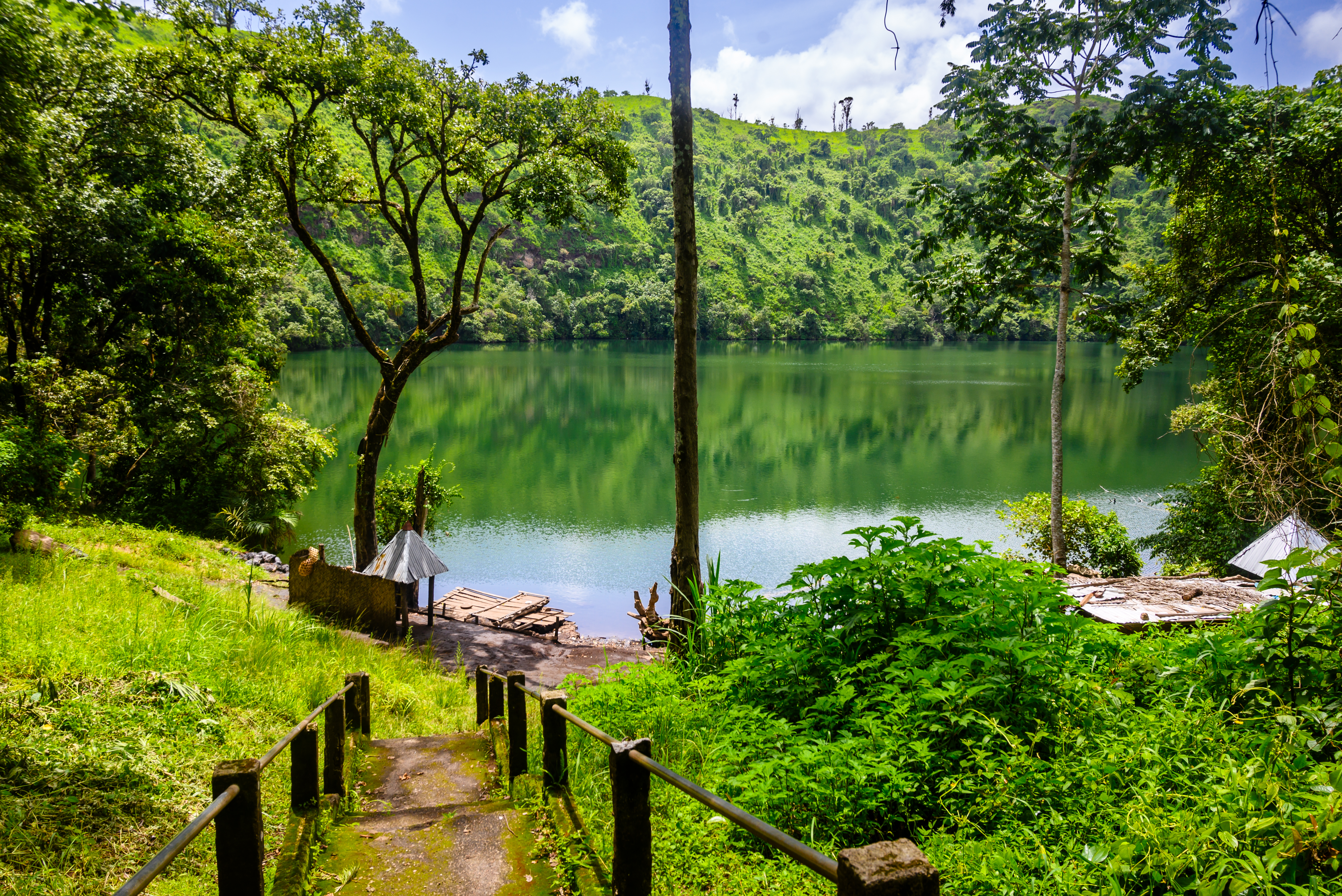

Le lac Baleng est un lac au Cameroun, dans la chefferie Baleng, commune de Bafoussam II. Comme sanctuaire traditionnel, il est inscrit sur la liste du patrimoine national en tant qu'élément du patrimoine culturel immatériel depuis 2020.

## Géographie

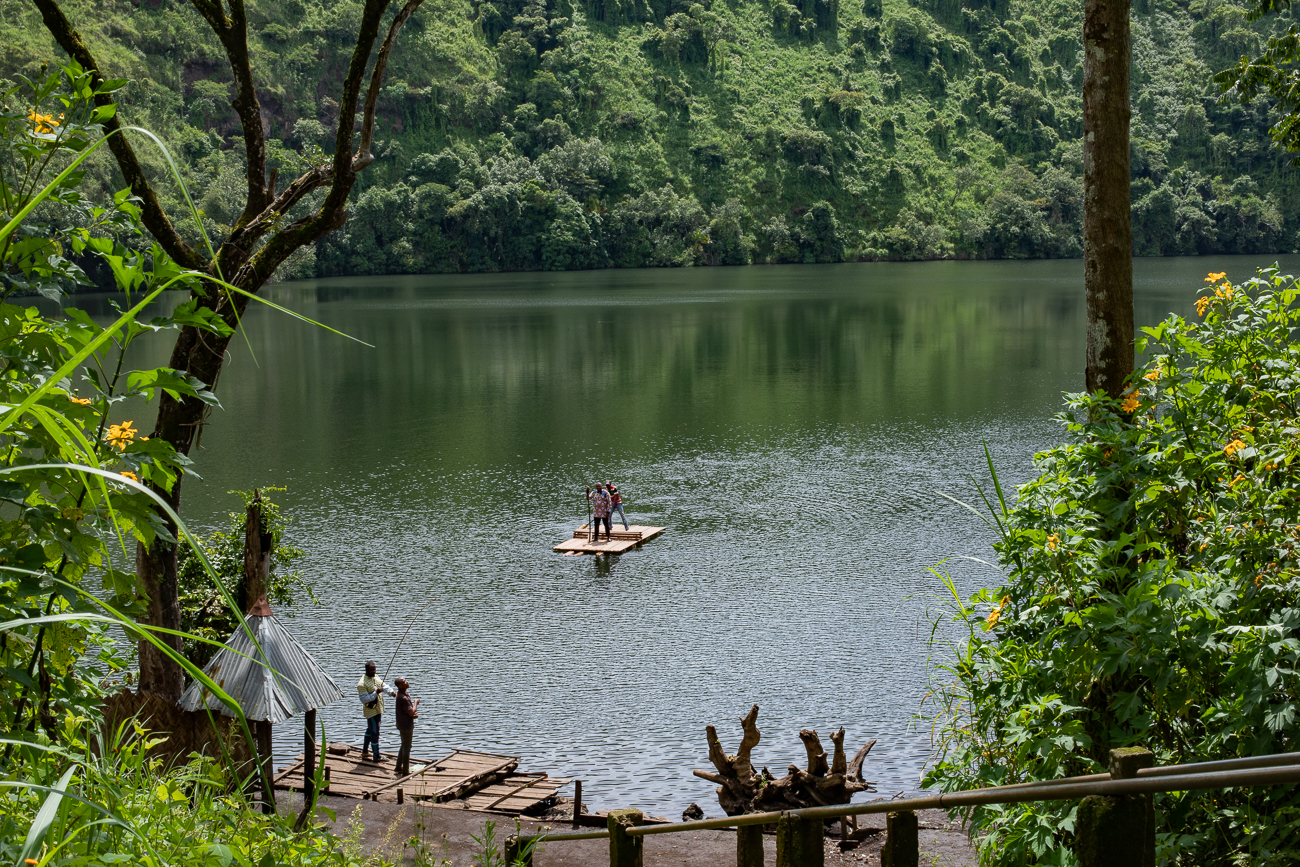
Lac Baleng

Lac de cratère constitué à la suite d'une éruption volcanique datant de plusieurs milliers d'années, situé à 1 374 m d'altitude dans l'espace péri-urbain de l'agglomération de Bafoussam sur la pointe orientale du triangle formé par les escarpements du massif gneissique de Baleng-Bapi, le lac occupe le fond du cratère sur une longueur de 400 m. Il est localisé à proximité du village de Tchada à 11 km au nord du centre de Bafoussam, carrefour Auberge.

## Flore

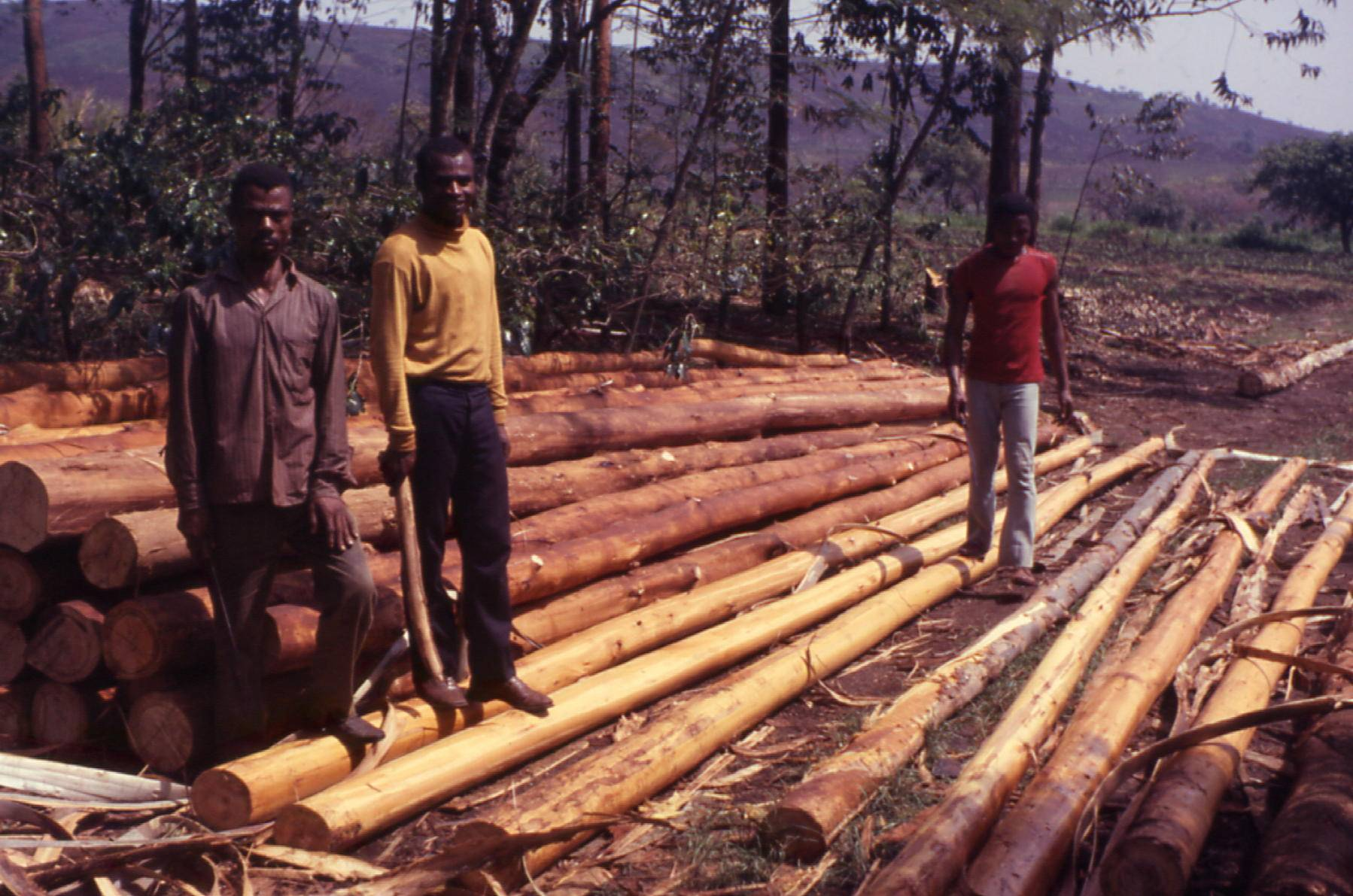
Abattage d'eucalyptus en mars 1973.

Les abords du lac sont constitués par une forêt d'eucalyptus.

## Faune
Le lac est riche de ressources piscicoles

## Culture
Le site de Neheu Long ou lac Baleng est inscrit sur la liste du patrimoine national, comme sanctuaire traditionnel, élément culturel immatériel de la région de l'Ouest.

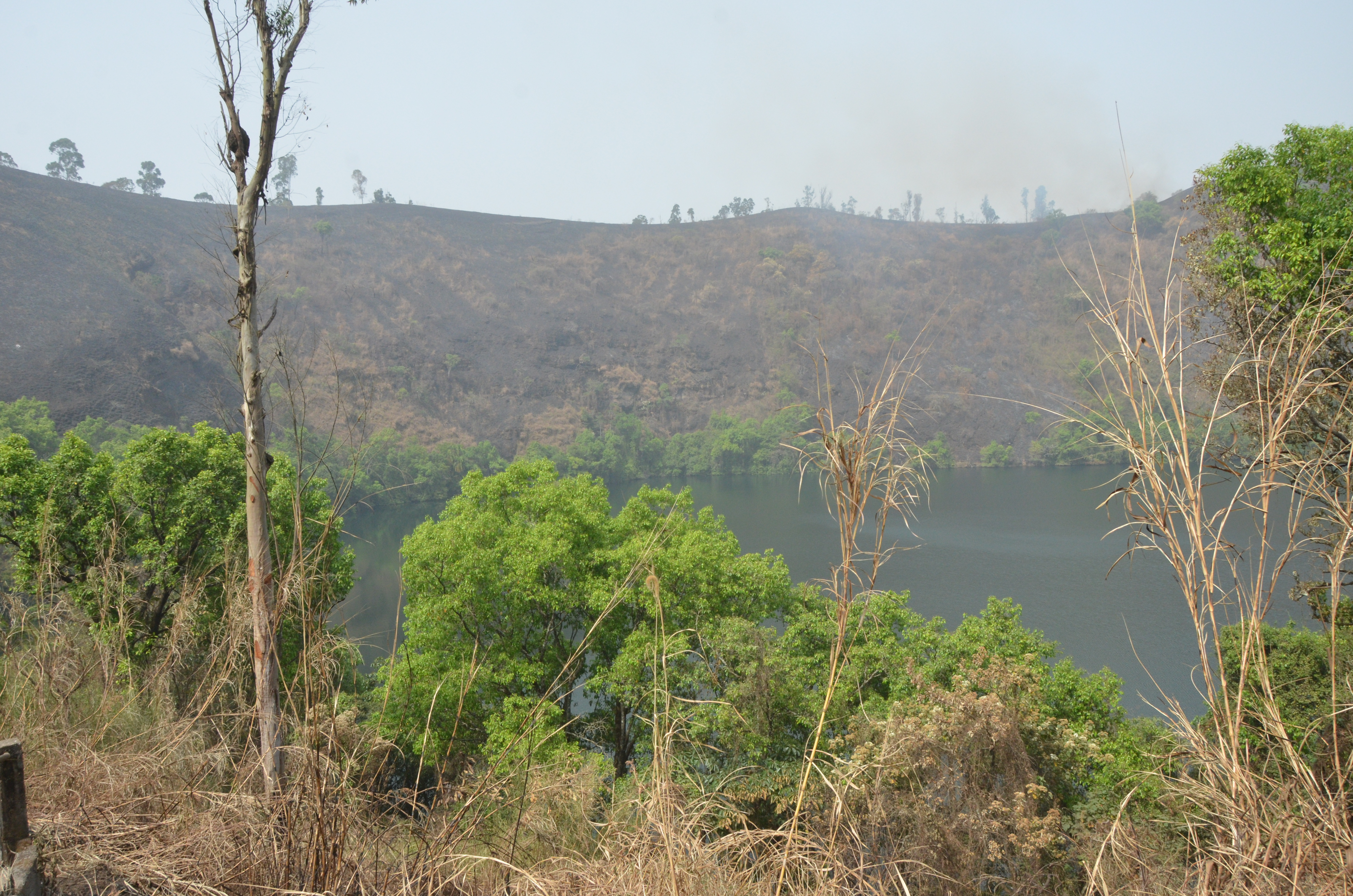
Lac Baleng